# La Chanson des rues
 (août 2025).
Si vous disposez d'ouvrages ou d'articles de référence ou si vous connaissez des sites web de qualité traitant du thème abordé ici, merci de compléter l'article en donnant les références utiles à sa vérifiabilité et en les liant à la section « Notes et références ».
La Chanson des rues de Bruxelles est une collection d'ouvrages de 8 volumes édités depuis 1975 par l'éditeur Louis Musin, explorant le passé de la Région bruxelloise.
Son originalité réside dans la façon d'aborder le thème par l'étude, l'illustration des toponymies de chaque commune bruxelloise. Chaque volume est préfacé par le bourgmestre de la commune bruxelloise concernée. Ces ouvrages retracent ainsi des éléments d'histoire locales, folkloriques, sociales et artistiques.

## Collection
Par ordre de parution :
1. La Chanson des rues de Molenbeek-Saint-Jean, par Jean Francis, images de Jean Cabrera, préface d'Edmond Machtens, 1975
2. La Chanson des rues de Schaerbeek par Jean Francis, images de Jean Cabrera, préface de Roger Nols, 1975
3. La Chanson des rues de Woluwe-Saint-Pierre, par Jean Francis, images de Jean Cabrera, préface de François Persoons, 1975
4. La Chanson des rues d'Ixelles par Jean Francis, images de Jean Cabrera, préface d'Albert Demuyter, 1975
5. La Chanson des rues d'Uccle par Jean Francis, images de Jean Cabrera, préface de Jacques Van Offelen, 1975
6. La Chanson des rues d'Etterbeek par Jean Francis, images de Jean Cabrera, préface de Léon Defosset, 1976
7. La Chanson des rues de Forest par Jean Francis, images de Jean Cabrera, préface de Jacques Lepaffe, 1976
8. La Chanson des rues de Watermael-Boitsfort, par Jean Francis, images de Jean Cabrera, préface d'Andrée Payfa-Fosséprez, 1978

…

D'autres livres réputés ont traité le sujet, comme :
- Histoire de la ville de Bruxelles par Alexandre Henne et Alphonse Wauters, Librairie Encyclopédique de Périchon, 1845
- Histoire des environs de Bruxelles par Alphonse Wauters, 1855
- Saint-Gilles lez-Bruxelles, Monographie, Histoire et description illustrées par Fernand Bernier, Éditeur P. Weissenbruch, 1904[1]
- Les noms des rues à Bruxelles par Aimé Bernaerts et Roger Kervyn de Marcke ten Driessche, 1951
- Guide illustré de Bruxelles par G. Des Marez, Touring club royal de Belgique, 1979
- Les rues disparues de Bruxelles par Jean d'Osta, Rossel Édition, 1979
- Les rues de Schaerbeek par J.A. Dekoster, édité par Les Amis de la Maison des Arts de Schaerbeek, 1981
- La représentation maçonnique dans les noms de rues de Bruxelles par Lucy J. Peellaert, 1982
- Dictionnaire historique et anecdotique des rues de Bruxelles par Jean d'Osta, Paul Legrain Édition, 1986
- Dictionnaire historique des faubourgs de Bruxelles par Jean d'Osta, Paul Legrain Édition, 1989
- Le livre des rues de la Wallonie et Bruxelles, Falkplan-Suurland, 1991  (ISBN 9028709908)
- Historique de Woluwe-Saint-Pierre par Pierre Falkenback, Édition : Commune de Woluwe-Saint-Pierre, 1992
- Les rues d'Anderlecht par Jean van Audenhove, édité par Anderlechtensia, 1995